# Anoteropsis
Anoteropsis L. Koch, 1878 è un genere di ragni appartenente alla famiglia Lycosidae.

## Distribuzione
Le 23 specie note di questo genere sono state reperite in Oceania: ben 14 specie sono endemiche della Nuova Zelanda. La specie dall'areale più vasto è la A. hilaris reperita in Nuova Zelanda, sull'isola Stewart e nelle isole Auckland. La A. virgata, rinvenuta in varie località della Polinesia, secondo un lavoro dell'aracnologo Vink del 2002, è da ritenersi di dubbia appartenenza a questo genere.

## Tassonomia
Il genere è stato trasferito in questa famiglia dalle Pisauridae a seguito di uno studio di Forster del 1979 e dell'aracnologo McKay in un lavoro di Davies del 1985.
Ritenuto sinonimo anteriore di Dalmasicosa Roewer, 1960d, secondo le analisi effettuate sugli esemplari tipo Geolycosa arenivaga (Dalmas, 1917) dall'aracnologo Vink nel 2002. Ciò contra un successivo lavoro di Guy del 1966 che considera Dalmasicosa quale sinonimo posteriore di Geolycosa Montgomery, 1904.
Non sono stati esaminati esemplari di questo genere dal 2010.
Attualmente, a luglio 2016, si compone di 23 specie:
1. Anoteropsis adumbrata (Urquhart, 1887) — Nuova Zelanda, Isola Stewart (Nuova Zelanda)
2. Anoteropsis aerescens (Goyen, 1887) — Nuova Zelanda
3. Anoteropsis alpina Vink, 2002 — Nuova Zelanda
4. Anoteropsis arenivaga (Dalmas, 1917) — Nuova Zelanda
5. Anoteropsis blesti Vink, 2002 — Nuova Zelanda
6. Anoteropsis canescens (Goyen, 1887) — Nuova Zelanda
7. Anoteropsis cantuaria Vink, 2002 — Nuova Zelanda
8. Anoteropsis flavescens L. Koch, 1878[2] — Nuova Zelanda
9. Anoteropsis flavovittata Simon, 1880 — Nuova Caledonia
10. Anoteropsis forsteri Vink, 2002 — Nuova Zelanda, Isola Stewart (Nuova Zelanda)
11. Anoteropsis hallae Vink, 2002 — Nuova Zelanda
12. Anoteropsis hilaris (L. Koch, 1877) — Nuova Zelanda, Isola Stewart (Nuova Zelanda), Isole Auckland
13. Anoteropsis insularis Vink, 2002 — Isole Chatham, Isole Pitt (Antartide)
14. Anoteropsis lacustris Vink, 2002 — Nuova Zelanda
15. Anoteropsis litoralis Vink, 2002 — Nuova Zelanda
16. Anoteropsis montana Vink, 2002 — Nuova Zelanda
17. Anoteropsis okatainae Vink, 2002 — Nuova Zelanda
18. Anoteropsis papuana Thorell, 1881 — Nuova Guinea
19. Anoteropsis ralphi (Simon, 1905) — Isole Chatham
20. Anoteropsis senica (L. Koch, 1877) — Nuova Zelanda, Isola Stewart (Nuova Zelanda)
21. Anoteropsis urquharti (Simon, 1898) — Nuova Zelanda
22. Anoteropsis virgata (Karsch, 1880) — Polinesia (probabile collocazione errata in questo genere)
23. Anoteropsis westlandica Vink, 2002 — Nuova Zelanda

### Specie trasferite
- Anoteropsis longipes L. Koch, 1878; trasferita al genere Mainosa Framenau, 2006[1].

### Sinonimi
1. Anoteropsis albovestita (Dalmas, 1917); posta in sinonimia con A. aerescens (Goyen, 1887) a seguito di un lavoro dell'aracnologo Vink del 2002[1].
2. Anoteropsis algida (Simon, 1905); trasferita dal genere Lycosa e posta in sinonimia con A. ralphi (Simon, 1905) a seguito di un lavoro dell'aracnologo Vink del 2002.
3. Anoteropsis goyeni (Roewer, 1951); trasferita dal genere Pardosa e posta in sinonimia con A. senica (L. Koch, 1877) a seguito di un lavoro dell'aracnologo Vink del 2002.
4. Anoteropsis maura (Urquhart, 1892); trasferita dal genere Artoriella e posta in sinonimia con A. aerescens (Goyen, 1887) a seguito di un lavoro dell'aracnologo Vink del 2002.
5. Anoteropsis retiruga (Simon, 1905); trasferita dal genere Allocosa e posta in sinonimia con A. ralphi (Simon, 1905) a seguito di un lavoro dell'aracnologo Vink del 2002.
6. Anoteropsis subantarctica (Forster, 1964); trasferita dal genere Lycosa e posta in sinonimia con A. hilaris (L. Koch, 1877) a seguito di un lavoro dell'aracnologo Vink del 2002.
7. Anoteropsis taylori (Goyen, 1887); trasferita dal genere Pardosa e posta in sinonimia con A. hilaris (L. Koch, 1877) a seguito di un lavoro dell'aracnologo Vink del 2002.
8. Anoteropsis tremula (Simon, 1899); trasferita dal genere Arctosa e posta in sinonimia con A. hilaris (L. Koch, 1877) a seguito di un lavoro dell'aracnologo Vink del 2002.
9. Anoteropsis turbida (Simon, 1905); trasferita dal genere Dingosa e posta in sinonimia con A. ralphi (Simon, 1905) a seguito di un lavoro dell'aracnologo Vink del 2002.
10. Anoteropsis umbrata (L. Koch, 1877); trasferita dall'ex-genere Avicosa (oggi denominato Schizocosa) e posta in sinonimia con A. hilaris (L. Koch, 1877) a seguito di un lavoro dell'aracnologo Vink del 2002.
11. Anoteropsis vicaria (L. Koch, 1877); trasferita dal genere Pardosa e posta in sinonimia con A. hilaris (L. Koch, 1877) a seguito di un lavoro dell'aracnologo Vink del 2002.
12. Anoteropsis virgatella (Roewer, 1951); trasferita dal genere Pardosa e posta in sinonimia con A. hilaris (L. Koch, 1877) a seguito di un lavoro dell'aracnologo Vink del 2002.

### Nomen dubium
- Anoteropsis calvata (Karsch, 1880a); esemplare femminile rinvenuto alle Hawaii, in origine ascritto al genere Lycosa, trasferito al genere Trochosa dall'aracnologo Roewer a seguito di un suo lavoro (1955c), e a Dalmasicosa dallo stesso Roewer con un altro lavoro (1960d); in seguito ad uno studio dell'aracnologo Roth del 1995 è da ritenersi nomen dubium[1].